# Più che puoi
«Più che puoi» (en español: "Todo lo que puedas") es una canción a dueto del cantante italiano Eros Ramazzotti con la cantante y actriz estadounidense Cher, estrenado el 3 de julio de 2001 por BMG International . 
También fue el tercer sencillo del octavo álbum de estudio de Eros Ramazzotti, Stilelibero, conocido en su versión española como Estilo libre y fue incluido en los grandes éxitos de Ramazzotti, e² de 2007.

## Información de la canción
En la canción, Cher y Ramazzotti cantaron tanto en italiano como en inglés .
En 2001 se publicó un vídeo en el que aparecía Eros Ramazzotti descalzo y tocando la guitarra en una habitación vacía y Cher cantando en un estudio de grabación.
José F. Promis, crítico, calificó este dúo de dramático.
Alcanzó el puesto número 1 en Polonia y el 2 en Hungría. LLegó a la lista de éxitos de varios países como Bélgica, Croacia, Italia y Finlandia.

## Posicionamiento en listas
| Lista (2001)                                | Mejor posición |
| ------------------------------------------- | -------------- |
| Alemania (Offizielle Deutsche Charts)       | 61             |
| Bélgica (Flandes) (Ultratip Bubbling Under) | 4              |
| Bélgica (Valonia) (Ultratop 50)             | 14             |
| Croacia (HRT)                               | 6              |
| España (Top 40 Radio)                       | 29             |
| European Hot 100                            | 70             |
| Finlandia (Radio Airplay Chart)             | 10             |
| Francia (SNEP)                              | 42             |
| Hungría (Mahasz)                            | 2              |
| Italia (FIMI)                               | 20             |
| Italia (Musica e dischi)                    | 16             |
| Países Bajos (Mega Single Top 100)          | 43             |
| Polonia (Music & Media)                     | 4              |
| Polonia (Nielsen Music Control)             | 1              |
| Rumania (Romanian Top 100)                  | 23             |
| Suiza (Schweizer Hitparade)                 | 17             |

| Lista (2001)                   | Posición |
| ------------------------------ | -------- |
| Bélgica (Ultratop 50 Wallonia) | 73       |
| Rumania (Romanian Top 100)     | 65       |